# Corró d'Amunt
Corró d'Amunt es una localidad española del municipio de Les Franqueses del Vallès, perteneciente a la provincia de Barcelona, en la comunidad autónoma de Cataluña.

## Toponimia
El lugar puede encontrarse referido como Corró d'Amunt y Corro de Munt.

## Historia
Hacia mediados del siglo XIX, el lugar tenía contabilizada una población de 462 habitantes. Aparece descrito en el séptimo volumen del Diccionario geográfico-estadístico-histórico de España y sus posesiones de Ultramar de Pascual Madoz con las siguientes palabras:

CORRO DE MUNT: cuadra en la prov., aud. terr., c. g. y dióc. de Barcelona (5 leg.), part. jud. de Granollers (1), térm. de las Franquesas, ayunt. de Llarona. sit. en llano con buena ventilacion y clima templado y saludable; las enfermedades comunes son fiebres intermitentes. Tiene 1 igl. parr. (San Mamerto), servida por un cura de primer ascenso, y un sacristan que este nombre. Sus confines (V. Corro de Vall,) El terreno es de regular calidad; contiene plantaciones de olivar, viñedo y algun bosque; le fertiliza una riera llamada del Congost, y le cruzan varios caminos locales. El correo se recibe de Cardedeu. prod.: trigo, maiz, vino, aceite, legumbres, cáñamo y hortalizas; cria ganado lanar y de cerda; caza de conejos, perdices y liebres, y pesca de anguilas con escasez. ind.: molinos harineros. comercio: esportacion de cáñamo y trigo, é importacion de algunos artículos de consumo. pobl.: 80 vec., 462 almas. cap. prod.: 2.281,600. imp.: 57,040.
(Madoz, 1847, p. 138)

En 2023, la entidad singular de población de Corró d'Amunt, parte del municipio de Les Franqueses del Vallès, tenía empadronados 441 habitantes, 87 de ellos en el núcleo de población de ese nombre y 205 en diseminado.